# Interstate 210

Interstate 210 en State Route 210 in de Greater Los Angeles Area.

Route 210 of de Foothill Freeway is een autosnelweg in het zuiden van de Amerikaanse staat Californië. Het is een belangrijke oost-westverbinding in de Greater Los Angeles Area. De weg loopt van de wijk Sylmar in de San Fernando Valley langs de foothills van de San Gabriel Mountains naar Redlands in het oosten van de San Bernardino Valley.
Het westen van de snelweg is een Interstate highway (Interstate 210), terwijl het oostelijke deel momenteel nog een state highway is (California State Route 210). Er is een voorstel ingediend om van de hele weg een Interstate te maken. Sinds 2007 voldoet de volledige afstand al aan de standaarden voor Interstates.
2 · 4 · 5 · 8 · 10 · 12 · 15 · 16 · 17 · 19 · 20 · 22 · 24 · 25 · 26 · 27 · 29 · 30 · 35 · 37 · 39 · 40 · 43 · 44 · 45 · 49 · 55 · 57 · 59 · 64 · 65 · 66 · 68 · 69 · 70 · 71 · 72 · 73 · 74 · 75 · 76 (west) · 76 (oost) · 77 · 78 · 79 · 80 · 81 · 82 · 83 · 84 (west) · 84 (oost) · 85 · 86 (west) · 86 (oost) · 87 · 88 (west) · 88 (oost) · 89 · 90 · 91 · 93 · 94 · 95 · 96 · 97 · 99 · 165 · 238 · 265 · 277 · 278 · 287 · 355 · 390 · 465 · 485 · 565 · 684 · 787 · 790 · 865

Hawaii:
H-1 · H-2 · H-3  
Alaska:
A-1 · A-2 · A-3 · A-4  
Puerto Rico:
PR-1 · PR-2 · PR-3
1 · 
2 · 
3 · 
4 · 
7 · 
9 · 
11 · 
12 · 
13 · 
14 · 
15 · 
16 · 
17 · 
18 · 
19 · 
20 · 
22 · 
23 · 
24 · 
25 · 
26 · 
27 · 
28 · 
29 · 
32 · 
33 · 
34 · 
35 · 
36 · 
37 · 
38 · 
39 · 
41 · 
43 · 
44 · 
45 · 
46 · 
47 · 
49 · 
51 · 
52 · 
53 · 
54 · 
55 · 
56 · 
57 · 
58 · 
59 · 
60 · 
61 · 
62 · 
63 · 
65 · 
66 · 
67 · 
68 · 
70 · 
71 · 
72 · 
73 · 
74 · 
75 · 
76 · 
77 · 
78 · 
79 · 
82 · 
83 · 
84 · 
85 · 
86 · 
87 · 
88 · 
89 · 
90 · 
91 · 
92 · 
94 · 
96 · 
98 · 
99 · 
103 · 
104 · 
107 · 
108 · 
109 · 
110 · 
111 · 
112 · 
113 · 
114 · 
115 · 
116 · 
118 · 
119 · 
120 · 
121 · 
123 · 
124 · 
125 · 
126 · 
127 · 
128 · 
129 · 
130 · 
131 · 
132 · 
133 · 
134 · 
135 · 
136 · 
137 · 
138 · 
139 · 
140 · 
142 · 
144 · 
145 · 
146 · 
147 · 
149 · 
150 · 
151 · 
152 · 
153 · 
154 · 
155 · 
156 · 
158 · 
160 · 
161 · 
162 · 
164 · 
165 · 
166 · 
167 · 
168 · 
169 · 
170 · 
172 · 
173 · 
174 · 
175 · 
177 · 
178 · 
180 · 
182 · 
183 · 
184 · 
185 · 
186 · 
187 · 
188 · 
189 · 
190 · 
191 · 
192 · 
193 · 
197 · 
198 · 
200 · 
201 · 
202 · 
203 · 
204 · 
207 · 
210 · 
211 · 
213 · 
216 · 
217 · 
218 · 
219 · 
220 · 
221 · 
222 · 
223 · 
227 · 
229 · 
232 · 
233 · 
236 · 
237 · 
238 · 
241 · 
242 · 
243 · 
244 · 
245 · 
246 · 
247 · 
253 · 
254 · 
255 · 
259 · 
260 · 
261 · 
262 · 
263 · 
265 · 
266 · 
267 · 
269 · 
270 · 
271 · 
273 · 
275 · 
281 · 
282 · 
283 · 
284 · 
299 · 
330 · 
371 · 
710 · 
905